# Ран, Иоганн
Иога́нн Ран (нем. Johann Heinrich Rahn, лат. Rhonius; 10 марта 1622, Цюрих — 27 мая 1676) — швейцарский математик, который ввёл знак ÷ (обелюс) для деления. Вместе со знаком умножения ∗ он появился в его книге «Teutsche Algebra» 1659 года.
Родился в семье Ганса Рана (1593—1669), в 1655—1669 годах бывшего мэром Цюриха, и Урсулы Эшер (1591—1663). Иоганн Ран также занимал несколько постов в администрации Цюриха. В 1654 году в Цюрих прибыл Джон Пелль, и Ран был его учеником до получения должности главы Кибурга в 1658 году. В 1659 году Ран опубликовал Teutsche Algebra — первую работу на немецком языке, описывающую алгебраические методы Франсуа Виета и Рене Декарта. В 1668 году Томас Брэнкер опубликовал её английский перевод, в работе над этим изданием принимал участие Джон Пелль. Ран опубликовал также работу, посвящённую задачам Диофанта, и две работы по оптике, не дошедшие до наших дней.

## Труды
- Johann H. Rahn. Teutsche Algebra. — 1659.